# Iniciación de un shamán
Iniciación de un shamán es una película venezolana dirigida en 1980 por Manuel de Pedro.

## Sinopsis
A medio camino entre la ficción y el documental, Iniciación de un shamán cuenta la historia de Rarowe, un joven yanomami que está a punto de ser iniciado y debe entrar en contacto con los espíritus traídos por otros chamanes. El joven siente los efectos de la iniciación y siempre espera hasta el final para ver si puede soportarla. La iniciación en sí es un evento poco común y ocurre solo cuando el viejo brujo está a punto de morir. Los antiguos ritos incluyen la lucha del joven con los espíritus malignos que intentan evitar que el viejo brujo imparta su sabiduría al joven. La tribu utiliza plantas alucinógenas para aumentar la percepción.

## Legado
Iniciación de un shamán fue votada una de las mejores películas venezolanas de todos los tiempos con en una encuesta de 1987 a 29 expertos organizada por la revista Imagen. También forma parte de una de las 15 películas consideradas patrimonio cinematográfico de Venezuela por la UNESCO, e incluida en el Programa Memoria del Mundo.